# Le Livre de Jérémie (roman)
Pour les articles homonymes, voir Le Livre de Jérémie.
Le Livre de Jérémie (The Heart is Deceitful Above All Things) est un roman de JT LeRoy publié en 2001 aux États-Unis, traduit en français en 2005  (ISBN 2-207-25428-3).
Le roman raconte l'histoire d'une enfance détruite, celle de Jeremiah, jeune garçon ballotté entre une mère prostituée qui l'emmène dans ses tribulations sur les routes des États-Unis et des grands parents évangéliques voulant l'arracher à cette vie de débauche pour lui donner une éducation rigoriste et très violente. 
C'est un roman dur et très cru, où la violence et le sexe sont omniprésents. Le jeune héros subit les pires exactions de la part de tous les adultes du roman et ne parvient à survivre qu'en se construisant une vision hallucinée du monde qui l'entoure.
JT LeRoy, auteur qui se donne une image trouble et mystérieuse dans la presse, présente ce roman comme plus ou moins autobiographique. L'histoire précède en quelque sorte celle de son premier roman, Sarah, qui connut un grand succès aux États-Unis lors de sa première édition. Il a finalement été révélé en 2006 que le roman avait été écrit par une femme, Laura Albert, et que le personnage de JT Leroy, inventé par cette dernière, était une mystification littéraire.
Le titre français du roman fait référence au Livre de Jérémie de la Bible chrétienne.

## Adaptation au cinéma
Le Livre de Jérémie, d'Asia Argento (2004).